# 葡萄牙19歲以下國家足球隊
葡萄牙19歲以下國家足球隊（葡萄牙語：Selecção Portuguesa de Futebol sub-19）是葡萄牙的20歲以下國家足球代表隊，由葡萄牙足球總會組織。